# Ethel Lilian Voynich
Ethel Lilian Boole (Cork, 11 de mayo de 1864 – Nueva York, 27 de julio de 1960) fue una novelista irlandesa, así como música y seguidora de varias causas revolucionarias. Nació en Cork, pero creció en Inglaterra. Voynich fue una figura significativa, no sólo en la escena literaria victoriana tardía, sino también en los círculos de emigrados rusos. Es mayormente conocida por su novela El Tábano, la cual llegó a ser muy popular en su época, especialmente en Rusia.

## Biografía
Ethel Lilian Boole nació el 11 de mayo de 1864, en Ballintemple, Cork (Irlanda), hija menor del  matemático George Boole (padre de la Lógica Booleana), y la filósofa feminista Mary Everest, quién era la sobrina de George Everest y escritora de la revista The Crank, una revista de principios del siglo XX. Al morir su padre, seis meses después de que ella naciera, su madre regresó a su natal  Inglaterra  con sus hijas, y vivió de una pequeña pensión del gobierno hasta que fue nombrada bibliotecaria en la Queen's College, London. Cuándo tenía ocho años, Ethel contrajo erisipela, una enfermedad infecciosa, por lo que su madre decidió enviarla a vivir a Lancashire  con su hermano, creyendo que  sería bueno para su salud. Su tío, quien era descrito como "un fanático religioso  y sádico", que regularmente golpeaba a sus hijos, forzó aparentemente a Ethel a tocar el piano por horas  y horas. A la edad de 10 años, Ethel regresó nuevamente a Londres y se volvió introvertida, afecta a la vestimenta oscura y llamándose a sí misma "Lily".
A los dieciocho años, recibió una herencia, que le permitió estudiar piano y composición musical en el  Hochschule piel Musik de Berlín, al que asistió entre 1882 y 1885. Durante este periodo se sentía cada vez más atraída por la  política revolucionaria. A su regreso a Londres aprendió ruso de Sergei Kravchinski, conocido como Stepniak, quién le animó a ir a Rusia. De 1887 a 1889 trabajó  como institutriz en San Petersburgo, donde se alojó con la cuñada de  Kravchinski. A través de ella, se involucró con el  movimiento revolucionario naródnik. De regreso al Reino Unido, se estableció en Londres y se implicó en la actividad pro-Revolucionaria. Junto a  Kravchinski fundó la Sociedad de Amigos de Rusia Libre, y ayudó a editar Rusia Libre, la revista en lengua inglesa del Narodniks.
En 1890 conoce a Wilfrid Michał Habdank-Wojnicz, un revolucionario que había huido de Siberia. Él tradujo su nombre al inglés como Wilfrid Michael Voynich y se convirtió en un comerciante de libros antiguos (dando su nombre finalmente al manuscrito Voynich). En poco tiempo Voynich se convirtió en el compañero de Ethel. Para 1895, vivían juntos y Ethel se llamaba a sí misma señora Voynich. Finalmente, en 1902 se casaron.
En 1897 Ethel publicó su obra El Tábano, el cual fue un éxito internacional inmediato. Posteriormente publicó tres novelas más Jack Raymond (1901), Oliva Latham (1904) y Una Amistad Interrumpida (1910), aunque ninguno consiguió la popularidad de su primer libro.
En 1920, Ethel y Voynich emigraron a los Estados Unidos, después de que Voynich había movido la base principal de su negocio de libros a Nueva York. En ese tiempo, ella se concentró más en la música, mientras trabajaba en una escuela, aunque continuó su carrera de escritora, traduciendo del ruso, polaco y francés. Una novela final, Quita tu calzado fue publicada en 1945.
Voynich no era consciente de las altas ventas de El Tábano en la Unión Soviética hasta que en 1955, recibió la visita de un diplomático ruso, quién le contó sobre el alto aprecio que le tenían en su país. Al año siguiente, Adlai Stevenson, consiguió un acuerdo para el pago de $15,000 dólares de regalías para Ethel.

### Presunta relación con Reilly
Según el periodista británico Robin Bruce Lockhart, en 1895 Ethel conoció en Londres a Sidney Reilly, un aventurero nacido ruso y agente secreto empleado por el Servicio de Inteligencia Secreto Británico (BSIS). Lockhart, cuyo padre, R.H. Bruce Lockhart, era un agente del BSIS y que conocía a Reilly, afirmó que Reilly y Voynich tuvieron un amorío y viajaron a Italia juntos. Durante su idilio Reilly dice haber "desnudado su alma a su amante", y le reveló la historia de sus extrañas aventuras en Sudamérica. Después de su breve romance, la vida siguió y  Ethel publicó El Tábano, basando el carácter del personaje principal en Reilly. Sin embargo, Lockhart no da evidencia alguna de sus afirmaciones, por lo que Andrew Cook, un historiador y célebre biógrafo de Reilly, refuta convincentemente la historia de Lockhart. Y sugiere en cambio, que Reilly pudiera  haber estado informando  sobre Ethel y sus actividades políticas a William Melville, miembro de la Rama Especial de la Policía Metropolitana. De hecho, no hay evidencia alguna de que  Reilly hubiera  conocido a Ethel Voynich o a su marido Wilfrid. Sin embargo, nueva evidencia, obtenida de la comunicación archivada entre Anne Fremantle, quien intentó realizar una biografía de Ethel Lilian, y un pariente de Ethel, muestra que una relación de algún tipo tuvo lugar entre Reilly y ella en Florencia en 1895.

## Obra

### El Tábano
Ethel es famosa por su primera novela El Tábano, publicada primero en 1897 en los Estados Unidos (junio) y Gran Bretaña (septiembre), y que cuenta la historia de un revolucionario en Italia. Esta novela fue muy popular en la Unión Soviética, llegando a ser el mayor éxito en ventas y una lectura obligatoria allí, donde fue vista como ideológicamente útil; por razones similares, la novela también ha sido popular en la República Popular de China. En el momento en que Ethel murió El Tábano había vendido aproximadamente 2.500.000 copias en la Unión Soviética y se habían hecho de ella dos películas rusas, la primera en 1928 en la República Socialista Soviética de Georgia (Krazana) y otra nueva en 1955 (The Gadfly).
La película de 1955, realizada por el director soviético Aleksandr Fajntsimmer, se destaca por el hecho de que  el compositor Dmitri Shostakóvich escribió la partitura (The Gadfly Suite). Junto con algún otro fragmento, el movimiento Romance ha llegado a ser muy popular desde entonces. En 1980 la novela fue adaptada también a una miniserie homónima de televisión, con Sergei Bondarchuk como el Padre Montanelli.

### Otras novelas
Las otras novelas de Ethel, se relacionan con El Tábano, en  que amplían la narrativa para cubrir las vidas de la familia y de los antepasados del protagonista. Su última novela Quita tu calzado es una "larga y multigeneracional crónica" ambientada en el siglo XVIII y que trata de los antepasados británicos del Tábano.

### Música
Ethel empezó a componer música alrededor de 1910.  Se unió a la Sociedad de Mujeres Músicos durante la Primera Guerra Mundial. Después de que ella y su marido se mudaran a Nueva York, se dedicó mucho más a la música, creando muchas adaptaciones y transcripciones de trabajos existentes. En 1931 publicó un volumen editado de cartas de Chopin.  De 1933 a 1943 trabajó en la Escuela de Música Litúrgica Pío X  en Manhattan. Allí compuso un número de cantatas y otros trabajos que fueron interpretados en la universidad, incluyendo Babilonia, Jerusalem, Epitafio en Forma de Balada  y La Ciudad Sumergida. También investigó  historia de la música, compilando comentarios detallados sobre la música de varias épocas. La mayor parte de su música quedó inédita y está guardada en la Biblioteca del Congreso de Estados Unidos. En 2005 una evaluación de un conocido compositor inglés no fue muy favorable con la cantata 'Babilonia'. 'La impresión general es de inexperiencia y torpeza'.

## Legado
En 1970, la astrónoma soviética Tamara Mikhailovna Smirnova descubrió un asteroide, que fue nombrado como 2032 Ethel en homenaje a la escritora.

## Obra
- Historias de Garshin (1893)
- El humor de Rusia (1895)
- El nihilismo (1895)
- El Tábano (1897)
- Jack Raymond (1901)
- Oliva Latham (1904)
- Una amistad interrumpida o " El Tábano en el exilio" (1910)
- Quita tu calzado (1945)

## En la cultura popular
- Krazana, una película muda en blanco y negro dirigida, en 1928, por  Kote Marjanishvili.
- El Tábano, una película de 1955  del director soviético Aleksandr Fajntsimmer.
- El Tábano Suite, compuesta por Dmitri Shostakovich para la adaptación de la  película de 1955.
- El Tábano, una ópera de 1958 del compositor soviético Antonio Spadavecchia.
- El Tábano, miniserie de televisión de 1980.

## Otras lecturas
- Bernhardt, Lewis (Otoño 1966). Bernhardt, Lewis (Autumn 1966). «The Gadfly in Russia». The Princeton University Library Chronicle 28 (1): 1-19. Archivado desde el original el 5 de octubre de 2016. Consultado el 10 de abril de 2017.  (1): 1@–19.
- Showalter, Elaine (1977). A Literature of Their Own: British Women Novelists from Brontë to Lessing. Princeton: Princeton University Press. 1977. ISBN 978-0-86068-285-1.